# Giáo dục Đức
Giáo dục ở Đức chủ yếu thuộc phạm vi quản lý của các Bundesländer (tiểu bang), chính quyền liên bang chỉ đóng một vai trò nhỏ. Hệ thống thay đổi ở các địa phương khác nhau vì mỗi bang của Đức quyết định chính sách giáo dục riêng của bang mình.

## Hệ thống giáo dục
Giáo dục mầm non (Kindergarten) là tùy chọn cho tất cả trẻ em từ ba đến sáu tuổi, chính thức không thuộc trong hệ thống giáo dục Đức. Tiếp sau đó là 9 đến 10 năm giáo dục bắt buộc đối với trẻ em có quốc tịch Đức, trẻ em công dân nước ngoài, và trẻ em không quốc tịch đang sống tại Đức..
Hệ thống tiểu học (Grundschule) ở Đức thường kéo dài 4 năm. Riêng ở Berlin và Brandenburg là 6 năm. Cha mẹ có nhiều lựa chọn về trường học cho con cái mình. Các trường công lập thì miễn phí và hầu hết trường tiểu học ở Đức là trường công lập. Ngoài ra còn có các trường đặc biệt như trường Waldorf, trường Montessori, các trường của nhà thờ và các trường tư thục khác.
Giáo dục trung học bao gồm các bốn loại trường với các mức độ học thuật khác nhau:
- Hauptschule ("trường cơ bản") là loại trường trung học cơ sở ít hàn lâm nhất và thiên về chuẩn bị cho dạy nghề. Kỳ thi tốt nghiệp Hauptschule gọi là Hauptschulabschluss, sau khi học xong lớp 9.
- Realschule ("trường thực hành") có phạm vi học thuật rộng hơn và bắt đầu từ lớp 5 hoặc lớp 6 tùy từng bang đến hết lớp 10 hoặc lớp 11. Ở một số tiểu bang học sinh phải đủ điểm hoặc qua kỳ thi tuyển sinh mới được vào học (Ở Bayern phải được điểm trung bình 2,6 từ 3 môn Toán, tiếng Đức và Kiến thức tổng quát cuối lớp 4). Hệ này kết thúc với kỳ thi tốt nghiệp Mittlere Reife.
- Gynasium ("trường khoa học") dành cho học sinh chuẩn bị tham gia giáo dục đại học. Để được vào học ở đây, ở một số tiểu bang học sinh phải đủ điểm hoặc qua kỳ thi tuyển sinh mới được vào học (Ở Bayern phải được điểm trung bình 2,3 từ 3 môn Toán, tiếng Đức và Kiến thức tổng quát cuối lớp 4). Nếu được tuyển, học sinh được học liền một mạch từ lớp 5 hoặc lớp 6 đến lớp 12, thậm chí có cả lớp 13 tùy bang. Kết thúc là kỳ thi tốt nghiệp Abitur.
- Gesamtschule là loại trường trung học tổng hợp. Trường Gesamtschule có thể tổ chức chương trình tiền đại học cho học sinh ưu tú, chương trình phổ thông cho học sinh trung bình và chương trình đơn giản cho học sinh ít có khả năng hơn.

Cuối bậc tiểu học, giáo viên thường tổ chức các khóa định hướng cho học sinh của mình tùy theo năng lực học tập của các em. Mục đích là để học sinh tiểu học có sự lựa chọn trường trung học thích hợp cho mình.
Sau khi hoàn thành cấp học trung học, có một hệ thống trường trung cấp nghề, gọi là Berufsschule, kéo dài từ 2 đến 3 năm rưỡi, cho những người muốn học tiếp. Một hệ thống đặc biệt của trường dạy nghề gọi là Duale Ausbildung cho phép học sinh về các khóa học nghề để làm trong dịch vụ đào tạo trong một công ty cũng như "ở trường nhà nước. 

## Nghiên cứu Pisa
Mặc dù Đức có một lịch sử của giáo dục hệ thống mạnh, gần đây PISA đánh giá học sinh thể hiện điểm yếu có trong một số đối tượng. Trong thử nghiệm của 43 nước trong năm 2000 , Đức, xếp hạng 21 trong đọc và 20 ở cả Toán học và khoa học tự nhiên, đã phải thúc đẩy kêu gọi cải cách.

Kết quả năm 2012 thì khả quan hơn. Do khả năng học sinh các trường cơ bản được cải tiến, học sinh Đức đã đạt được hạng 16. Về toán 20 điểm hơn so với mức trung bình của các nước OECD, 11 điểm hơn so với năm 2003. Trung bình học sinh trai hơn con gái 14 điểm. Trẻ em di dân thấp hơn 54 điểm trong môn toán so với 81 vào năm 2003.. Ngược lại về đọc hiểu thì học sinh nữ Đức lại hơn học sinh nam 44 điểm.